# Scara de magnitudine a momentului seismic
Scara de magnitudine a momentului seismic servește la măsurarea magnitudinii cutremurelor, în funcție de energia eliberată. Ea a fost elaborată în deceniul 1970 pentru a înlocui scara de magnitudine Richter, în care magnitudinea este definită prin logaritmul amplitudinii undelor seismice înregistrate de un seismograf de un anumit tip, măsurată la o anumită distanță de epicentru. Ambele scări sunt continue, logaritmice, și coincid practic în domeniul cutremurelor de magnitudine medie.